# Kościół św. Michała Archanioła w Skałągach
Kościół parafialny pw. św. Michała Archanioła – polski rzymskokatolicki kościół parafialny znajdujący się we wsi Skałągi, należący do dekanatu wołczyńskiego w diecezji kaliskiej.

## Historia
Kościół w Skałągach był już wzmiankowany w 1376 roku. W 1564 roku został przejęty przez protestantów. Obecny kościół został wybudowany w latach 1791–1792 w miejscu poprzedniego drewnianego, który zbudowano w 1691 roku, a zburzono w 1791. Wieżę zbudowano w 1880 roku. W 1927 roku świątynię odnowiono i częściowo powiększono. Do roku 1945 należał do protestantów a po zakończeniu II wojny światowej jest kościołem katolickim.

## Architektura
Budowla jest bez wyraźnych cech stylowych, orientowana, murowana i otynkowana. Wzniesiona na rzucie prostokąta z zaokrągloną ścianą od wschodu, na osi której znajduje się półkolista absyda. Zakrystia została wydzielona od wschodu ścianą ołtarzową. Od zachodu znajduje się wieża o kształcie kwadratu, w górnych jej kondygnacjach jest ośmioboczna. Wnętrze nakryte jest sufitem z fasetą. Chór muzyczny jest drewniany, wybrzuszony w części środkowej połączone z nim empory sięgają do połowy ścian nawy. Chór wsparty jest na dwóch kolumnach toskańskich i pięciu słupach.
Parapet posiada skromną dekorację rokokową z wyrytą datą odnowienia – 1948. Na zewnątrz podziały ścian są ramowe. Dach siodłowy z zaokrągloną połacią od wschodu, pokryty jest dachówką. Ołtarz główny nosi fragmenty barokowe oraz zawiera rzeźby dwóch aniołków z XVIII wieku.
W 2010 roku kościół przeszedł gruntowną renowację elewacji zewnętrznej oraz uporządkowany został pobliski teren.